# Historiensäule

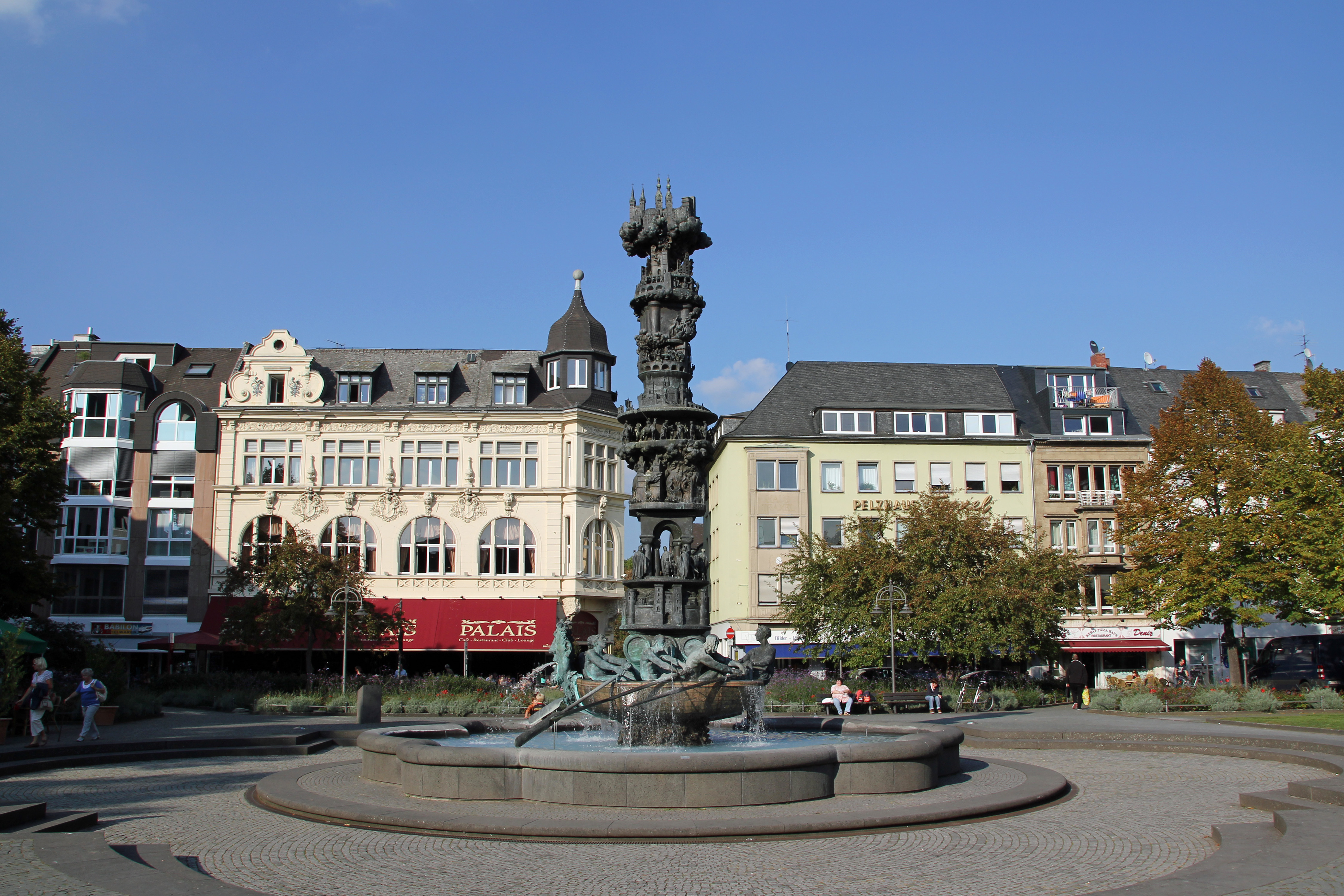
Die Historiensäule in Koblenz

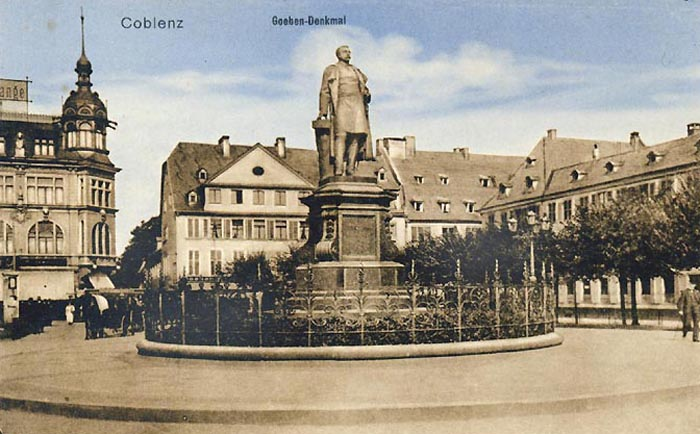
Das ehemalige Goeben-Denkmal auf dem Goebenplatz um 1900

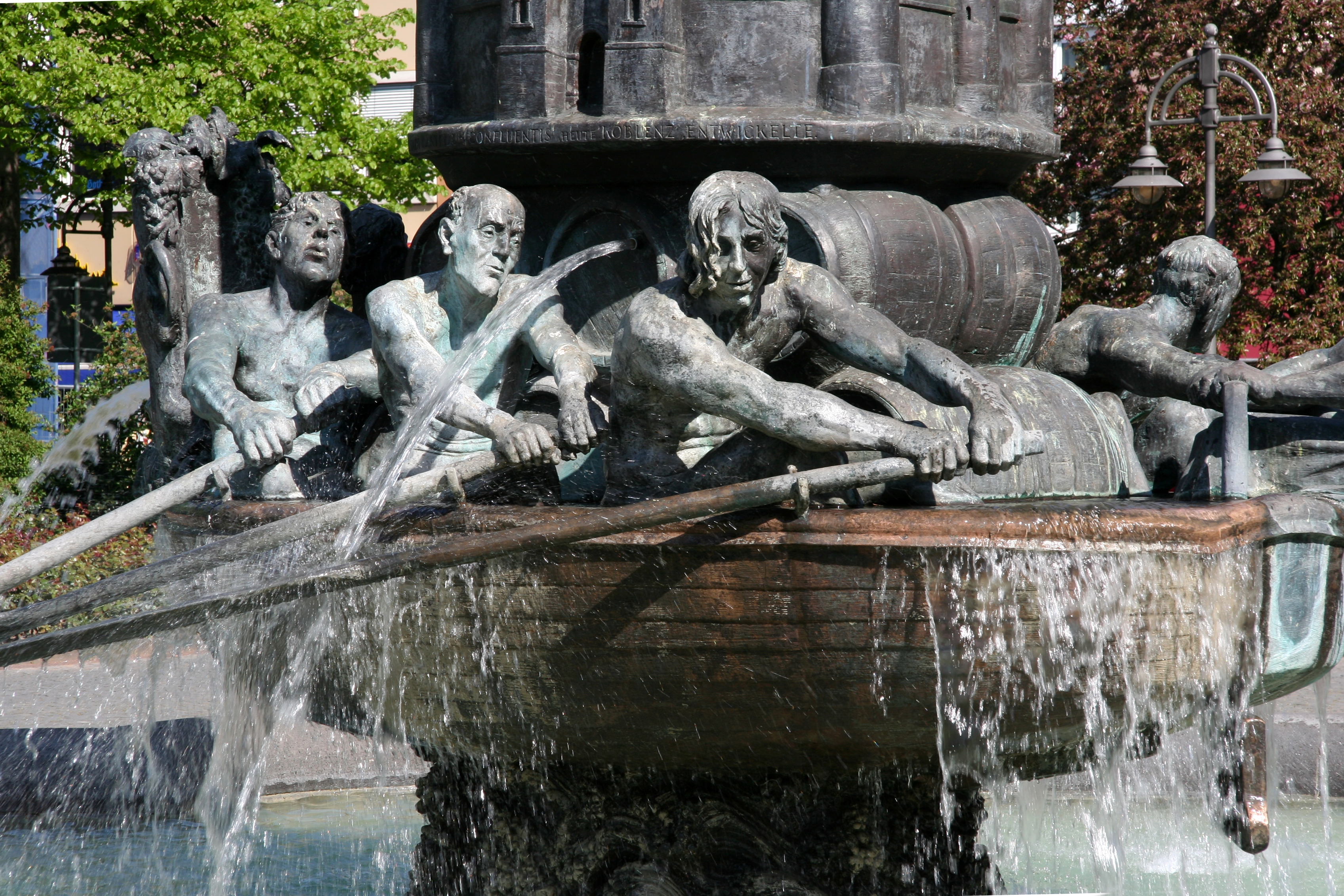
Detail der Historiensäule: Boot mit Weinfässern aus der Zeit der Römer am Rhein

Die Historiensäule ist der wesentliche Teil eines Brunnens auf dem Josef-Görres-Platz in der Altstadt von Koblenz. Er wurde 1992 der Stadt zur 2000-Jahr-Feier vom Land Rheinland-Pfalz geschenkt. Fertiggestellt und der Stadt übergeben wurde der von dem Bildhauer Jürgen Weber geschaffene Brunnen mitsamt Historiensäule jedoch krankheitsbedingt erst am 1. Juni 2000. Die 10,59 Meter hohe, 3,6 Tonnen schwere und 1,25 Millionen DM teure Säule erzählt die bewegende 2000-jährige Geschichte der Stadt Koblenz in zehn Bildern von der Römerzeit bis heute.
Von 1884 bis zu seiner Entfernung kurz nach dem Zweiten Weltkrieg stand an gleicher Stelle das Goeben-Denkmal, zu Ehren des preußischen Generals August Karl von Goeben, der von 1871 bis 1880 das VIII. Armee-Korps in Koblenz kommandierte.

## Bilddarstellungen im Einzelnen
Von unten nach oben werden folgende Epochen und Ereignisse dargestellt:
- Ein Weinschiff

Ein mit Weinfässern beladenes Boot trägt die Säule
- Bild Eins Römische Kastell-Siedlung

Römische Siedlung vom 1. bis 5. Jahrhundert.
- Bild Zwei Krongut und Konferenzort

Fränkischer Königshof zwischen dem 6. und 9. Jahrhundert.
- Bild Drei Vom Reich an Kurtrier

Die Figuren symbolisieren die Zugehörigkeit von Koblenz zum Erzbistum Trier im 10. bis 12. Jahrhundert.
- Bild Vier Kreuzzüge / Sklavenhandel

Koblenz im 12. und 13. Jahrhundert, dem Zeitalter der Kreuzzüge.
- Bild Fünf Blühende städtische Gemeinde

Figuren mit Pferden stellen die blühende Stadt der Handwerker, Kaufleute und kirchlichen Würdenträgern vom 13. bis 16. Jahrhundert dar.
- Bild Sechs 30-jähriger Krieg / Hexenwahn

Die Stadtsilhouette zur Zeit des Dreißigjährigen Krieges und der Hexenverfolgung.
- Bild Sieben Französische Revolution

Erinnerung an die kriegerischen Ereignisse während und nach der französischen Revolution um 1800.
- Bild Acht Preußische Epoche

Darstellung einer mächtigen Festung und damit das preußische Koblenz im 19. und 20. Jahrhundert.
- Bild Neun Zerstörung 1944

Das zerstörte Koblenz nach den Luftangriffen von 1944 im Zweiten Weltkrieg.
- Bild Zehn Eine zukunftsorientierte Stadt

Symbolisiert die wiederaufgebaute und der Zukunft zugewandte Stadt von heute.